# Meditazione (raccolta)
Meditazione (titolo orig. Betrachtung), tradotta in italiano anche come Contemplazione oppure Osservazione, è una raccolta di 18 brevi racconti e apologhi scritti da Franz Kafka e dedicata a M. B., ossia l'amico Max Brod. Fu pubblicata nel 1912, ma con data 1913, dall'editore Ernst Rowohlt di Lipsia, in 800 copie.
Primo volume pubblicato da Kafka, raccoglie otto racconti già usciti su Hyperion, rivista diretta da Franz Blei e Carl Sternheim. Quattro di questi, con un quinto inedito, erano precedentemente usciti anche su "Bohemia", quotidiano praghese, il 27 marzo 1910; tre invece su "Deutsche Montags-Zeitung", (quotidiano berlinese), il 31 marzo 1910.

## Prose presenti nella raccolta
Si riporta prima il titolo italiano, nella traduzione di Andreina Lavagetto, poi si dà nota dei titoli alternativi, nelle versioni di Rodolfo Paoli o di Margherita Belardetti. Seguono, tra parentesi, il titolo originale tedesco e le date di composizione o prima apparizione
- Bambini sulla via maestra oppure Bimbi sulla via maestra o Bambini sulla strada maestra (Kinder auf der Landstraße, 1904-05)
- L'imbroglione smascherato oppure Smascherato un gabbamondo o Smascheramento di un ruffiano  (Entlarvung eines Bauernfängers, 1911-12)
- La passeggiata improvvisa (Der plötzliche Spaziergang, 1912)
- Decisioni oppure Risoluzioni (Entschlüsse, 1912)
- La gita in montagna (Der Ausflug ins Gebirge, 1904-05)
- L'infelicità dello scapolo (Das Unglück des Junggesellen, 1911)
- Il commerciante (Der Kaufmann, 1907)
- Guardando fuori distratti oppure Guardando distrattamente fuori (Zerstreutes Hinausschaun, 1907)
- Tornando a casa oppure La strada di casa (Der Nachhauseweg, 1907)
- Due che passano correndo oppure I passanti o Quelli che passano di corsa (Die Vorüberlaufenden, 1907)
- Il passeggero (Der Fahrgast, 1907)
- Vestiti oppure Abiti (Kleider, 1904-05)
- Il rifiuto (Die Abweisung, 1906)
- Riflessioni per cavallerizzi oppure Riflessioni per un cavaliere (Zum Nachdenken für Herrenreiter, 1909-10)
- La finestra sulla via oppure La finestrina o La finestra sulla strada (Das Gassenfenster, 1906-09)
- Desideri di diventare indiani oppure Desiderio di diventare un indiano (Wunsch, Indianer zu werden, 1909-10)
- Gli alberi (Die Bäume, 1904-05)
- Infelicità oppure Essere infelici (Unglücklichsein, 1910)

## Edizioni italiane
- in  I racconti, traduzione di Henry Furst, Collana Piccola Biblioteca, Milano, Longanesi, 1953. - Collana Biblioteca n.3, Longanesi, 1983, ISBN 978-88-304-0267-6.
- in  Racconti, traduzione di Giorgio Zampa, Milano, Feltrinelli, dicembre 1957. - Collana UEF, Feltrinelli, marzo 1961;  I Narratori n.292, Feltrinelli, giugno 1983, ISBN 978-88-070-1292-1; Milano, SE, 2013.
- in Racconti, trad. di Rodolfo Paoli, a cura di Ervino Pocar, Collana I Meridiani, Milano, Mondadori, ottobre 1970; Meditazione, Milano, Archinto, 1996-2003, ISBN 978-88-776-8398-4.
- in  Racconti, traduzione di Luigi Coppè, Introduzione di Carlo Bo, Roma, Newton [Compton], 1972. - La Spezia, Club del Libro Fratelli Melita, 1986.
- La metamorfosi e tutti i racconti pubblicati in vita, trad. e cura di Andreina Lavagetto, Prefazione di Klaus Wagenbach, Collana Universale Economica Feltrinelli. I Classici n., Milano, Feltrinelli, novembre 1991, ISBN 88-07-82022-6.
- Meditazione, traduzione di Manuela Boccignone, Bibliotheca Bohemica, Vitalis Verlag, Praga, 2008, ISBN 978-80-7253-283-4.
- Meditazione, trad. e cura di Sabrina Mori Carmignani, Collana Le occasioni n. 300, Bagno a Ripoli (Firenze), Passigli, 2017, ISBN 978-88-368-1573-9.
- Tutti i romanzi, tutti i racconti e i testi pubblicati in vita, trad. e cura di Mauro Nervi, Collana Classici della Letteratura Europea, Milano-Firenze, Bompiani, 2023, ISBN 978-88-301-1887-4.
- Osservazione, trad. e cura di Ginevra Quadro Curzio, Collana Il Piacere di Leggere n.142, Milano, La Vita Felice, 2024, ISBN 978-88-934-6734-6.
- in  Racconti, trad. riveduta di Giulio Schiavoni, Collana BUR, Milano, Rizzoli, 2024  [1985].
- Contemplazione, traduzione di Margherita Belardetti, Nota di Roland Reuß, Collana I Ponti n.1, Venezia, Palingenia, 2024, ISBN 979-12-817-6500-9.